# This Is Hardcore
This Is Hardcore è il sesto album discografico in studio del gruppo musicale rock inglese Pulp, pubblicato nel 1998. 

## Tracce
1. The Fear – 5:35
2. Dishes – 3:30
3. Party Hard – 4:00
4. Help the Aged – 4:28
5. This Is Hardcore – 6:25
6. TV Movie – 3:25
7. A Little Soul – 3:19
8. I'm a Man – 4:59
9. Seductive Barry – 8:31
10. Sylvia – 5:44
11. Glory Days – 4:55
12. The Day After the Revolution – 14:56

## Gruppo
- Jarvis Cocker - voce
- Mark Webber - chitarre
- Candida Doyle - tastiere
- Steve Mackey - basso
- Nick Banks - batteria

## Classifiche
- Official Albums Chart - #1